# Barry O'Toole
George Barry O'Toole O.S.B., né en 11 dec 1886 à Toledo dans l'Ohio et mort le 26 mars 1944 à Washington, est un prêtre catholique américain et bénédictin, cofondateur de la Catholic Radical Alliance. C'est une figure importante de cette époque dans l'élaboration du droit à l'objection de conscience pour les catholiques. Il commence sa carrière comme simple vicaire de paroisse, puis devient aumônier militaire pendant la Seconde Guerre mondiale.

## Enseignement
Il poursuit ses études à la St. John High School de Toledo, tenue par les jésuites.
Barry O'Toole enseigne la philosophie au St. Vincent College de Latrobe en  Pennsylvanie (tenu par les bénédictins), puis au collège de Seton Hill. C'est le premier président de l'université catholique de Pékin (de 1925 à 1927). Il fut aussi à la tête du département de philosophie de l'université Duquesne.

## Action syndicale
Barry O'Toole est le cofondateur de la Catholic Radical Alliance, une des premières organisations du mouvement ouvrier à Pittsburgh, ville ouvrière de Pennsylvanie, et aide à la fondation de la St. Joseph's House of Hospitality, toujours à Pittsburgh.

## Activités pacifistes
En 1939, il s'oppose à la participation des États-Unis à la Seconde Guerre mondiale, déclarant qu'une guerre juste est presque impossible à mener, parce que l'« abus moderne de la conscription universelle » obligatoire est un facteur de guerres menées à une échelle mondiale et de ce fait totalement injustifiables. Plus tard, il  témoigne devant une commission du Sénat comme opposant au Burke-Wadsworth Act, loi rendant obligatoire la conscription.

## Créationisme
O'Toole est l'auteur d'un ouvrage créationniste, intitulé The Case Against Evolution (1925). Ce livre est conspué par les universitaires, comme étant un « travail religieux sans rien de scientifique ».
L'écrivain scientifique Martin Gardner remarque que Barry O'Toole approuve la « critique naïve de la chronologie par strate » de George McCready Price.

## Publications
- George Barry O'Toole (1925). The Case Against Evolution. The Macmillan Company.
- Ch'ien-li Ying and George Barry O'Toole (1929). The Nestorian Tablet at Sianfu: A New English Translation of the Inscription and a History of the Stone. Peking Leader Press, Peking.
- George Barry O'Toole. (1929). John of Montecorvino, First Archbishop of Peking. Latrobe, Pennsylvania.
- George Barry O'Toole and Quianli Ying (1931). Luo ji xue: Zhong Ying dui zhao. Pékin. (OCLC 26088581).
- George Barry O'Toole and Theodore Jeske-Choinski (1936). The Last Romans "Ostatni Rzymianie": A Tale of the Time of Theodosius the Great. Pittsburgh, Pennsylvania.
- George Barry O'Toole (1941). War and Conscription at the Bar of Christian Morals. Catholic Worker Press.
- Bishop Joseph M. Corrigan and George Barry O'Toole, editors (1944). Racism and Christianity; Race: Nation: Person. Social Aspects of the Race Problem, A Symposium. Barnes & Noble, Inc., New York. (OCLC 150690057).